# Buchhandlung Antiquariat J. J. Heckenhauer

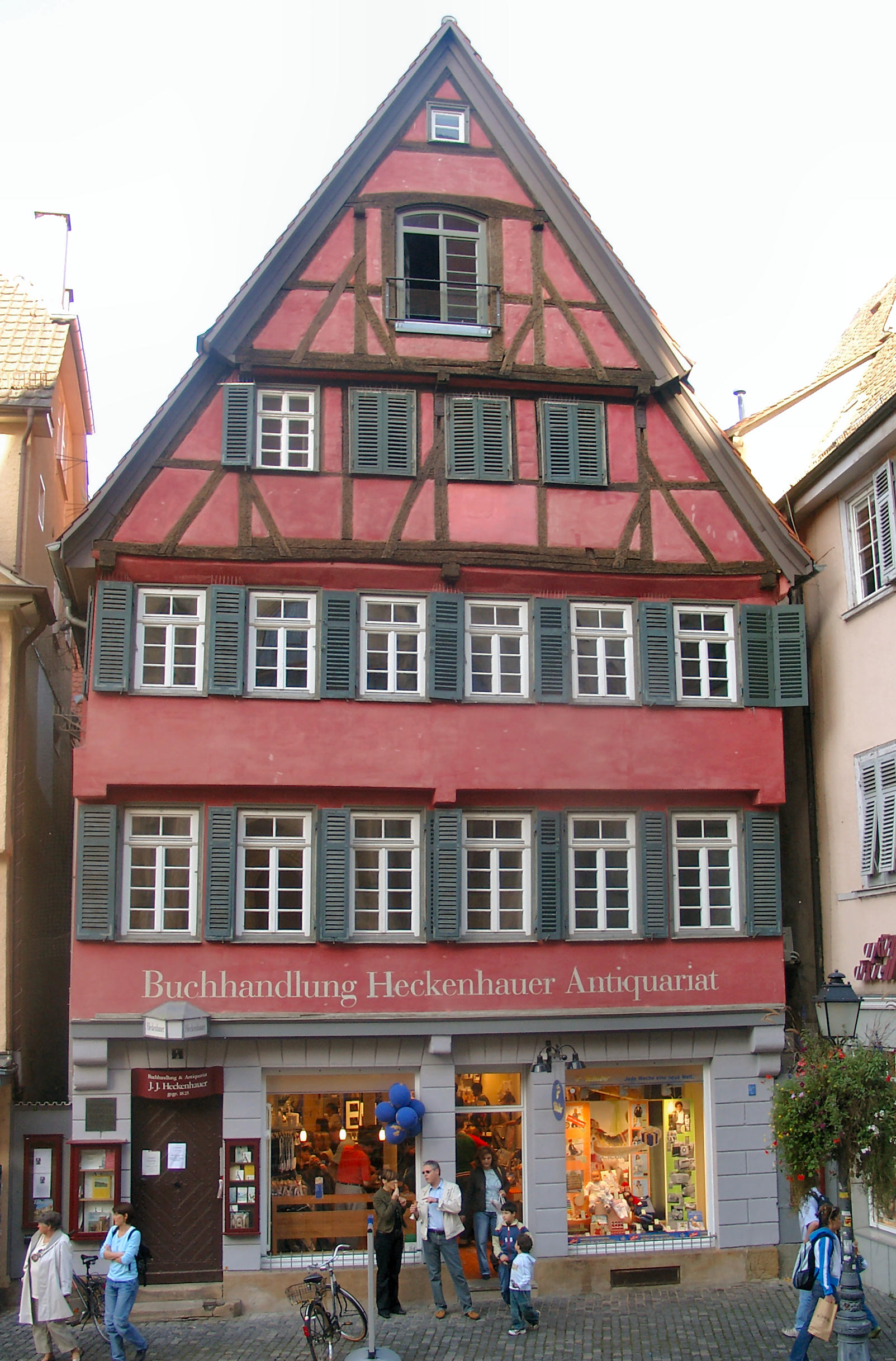
J.J. Heckenhauer

Buchhandlung Antiquariat J. J. Heckenhauer (ursprünglich J. J. Heckenhauersche Buch- und Antiquariatshandlung, bzw. Buch- und Antiquariatshandlung J. J. Heckenhauer, verkürzt J. J. Heckenhauer) ist eines der ältesten Antiquariate Deutschlands, gegründet 1823 als Antiquariat und Verlag in Tübingen in der Münzgasse bei der Stiftskirche.

## Geschäftsgründung
Schwerpunkt war zunächst der Handel mit seltenen Büchern und die Herausgabe von Reiseführern, Dissertationen und geisteswissenschaftlichen Texten. Mitte des 19. Jahrhunderts nach der Erweiterung um die Buchhandlung erfolgte der Umzug in die Häuser Holzmarkt 5 und Lange Gasse 2 in Tübingen. Die beiden Häuser sind miteinander verbunden. Im Haus Lange Gasse eröffnete Magister Erhard Cellius 1596 die dritte Buchdruckerei Tübingens. Bekannt ist vor allem sein Buch Imagines Professorum Tubingensium. In Haus Holzmarkt 5 war 1782 der bekannte Historien- und Porträtmaler Christoph Friedrich Dörr geboren worden, Sohn des Malers Jakob Friedrich Dörr. Im 20. Jahrhundert war hier auch die Tübinger Lyrikbibliothek untergebracht.
1860 organisierte Heckenhauer auch eine Fotografie-Ausstellung von Paul Sinner auf der Tübinger Gewerbe-Messe. Sinner war ein Tübinger Fotograf, der zu den Fotografie-Pionieren in Deutschland gehörte. Seine Aufnahmen vom Deutsch-Französischen Krieg 1870/1871 sind überregional bekannt. Als der Pionier der Fotografie, Professor Johann Gottlieb Christian Nörrenberg aus Tübingen, 1851
Tübingen verließ und nach Stuttgart zog, gab er wohl seine Ausrüstung bei Heckenhauer in Kommission.
1880 kaufte Carl August Sonnewald die Firma Heckenhauer und beließ den traditionellen Namen. Carl August Sonnewald stammte aus einer Stuttgarter Antiquariats-, Buchhandels und Verleger-Familie. Unter seiner Ägide wurde bei Heckenhauer unter anderem die Bibliothek von Ludwig Uhland verkauft, die des Theologen und Universitätskanzlers Carl Heinrich Weizsäcker, einem Vorfahren des ehemaligen Bundespräsidenten. Kunden waren Bibliotheken, Professoren wie z. B. Werner Sombart, damals 29-jähriger Professor der Staatswissenschaften in Breslau.

## Lehrjunge Hermann Hesse
Hermann Hesse hatte bereits einmal eine Buchhändlerlehre begonnen, 1893 bei S. Mayer in Esslingen am Neckar, die er aber bereits nach drei Tagen aufgab. Von Oktober 1895 bis September 1898 absolvierte Hesse nun seine Lehre im Hause J. J. Heckenhauer bei dem „Prinzipal“ Carl August Sonnewald. Zunächst arbeitete er in der Buchhandlung, dann wechselte er in die Antiquariats-Abteilung. Ein weiteres Jahr bis Sommer 1899 arbeitete er als Sortimentsgehilfe – mit seinem ersten Lohn finanzierte er den Druck seines Bucherstlings Romantische Lieder –, bevor er Tübingen in Richtung Basel verließ.
Heute ist in Teilen der Räume, in denen Hesse seine Lehrzeit verbrachte, eine Gedenkstätte, das Hermann Hesse Kabinett.

## 20. Jahrhundert
Wie Hesse war auch Josef Eberle, der auch unter seinen Pseudonymen Sebastian Blau oder Iosephus Apellus bekannt war, von 1917 bis 1920 Lehrling „beim Heckenhauer“. Eberle war Mitbegründer der Stuttgarter Zeitung und schrieb vor allem in schwäbischer Mundart und Latein. Nach 1945 arbeitete der spätere Rhetorikprofessor Walter Jens aushilfsweise bei Heckenhauer. Von Carl August Sonnewald ging die Firma über auf Ernst Sonnewald, der sie bis zu seinem frühen Tod 1937 lenkte. Seine Witwe Luise Sonnewald führte bis 1956 die Firma. Dann übernahm ihr Sohn Herbert Friedrich Sonnewald (1927–2016) das Unternehmen und setzte einen Schwerpunkt auf Slawistik/Osteuropakunde, Theologie und Württembergica. Dank seines Studiums der Romanistik, Slawistik und Germanistik konnte der Schriftsteller und Übersetzer Kay Borowsky den neuen Schwerpunkt kompetent vertreten, er arbeitete dort von 1978 bis 2006. Seit 1996 ist Roger Sonnewald in der 6. Generation der Geschäftsführer des Antiquariates. Neuere Handelsobjekte waren beispielsweise Teile der Bibliothek des Staatsrechtlers Carl Schmitt, die Bibliothek des Slawistik-Professors Hermann Kasack, der Nachlass der Herausgeberin des Briefwechsels Hermann Hesse/Thomas Mann, Anni Carlsson, und die Arbeitsbibliothek des Thomas-Bernhard-Bibliographen Jens Dittmar.
1997 wurde das Antiquariat um eine Galerie mit Schwerpunkt Fotografie erweitert, die 2000–2008 in Berlin ansässig war. Die Galerie fokussiert sich auf zeitgenössische Kunst, insbesondere Malerei und Zeichnungen und befindet sich nun im Kunstareal München (Theresienstraße 48).
Es handelt sich um eine Filiale des Stammhauses. Angeschlossen ist der Verlag Edition J. J. Heckenhauer, der u. a. Fotografie-Bücher herausgibt. Unter den vertretenen Künstlern sind: Jan Bauer, Mauren Brodbeck, Sergii Chaika, Jana Morgenstern, Peter Neusser, Nadya Kuznetsova und Andreas Zagler. Ehemalige Künstler der Galerie sind Vladimir Kupriyanov, Franz Lazi, Wiebke Loeper, Jens Liebchen, Frank Mädler, Sandra Senn, Grit Schwerdtfeger und Andreas Zagler; von diesen wurden auch hochwertige Künstlerbücher und Kataloge verlegt.